# Mrówiaczek boliwijski
Mrówiaczek boliwijski (Myrmotherula grisea) – gatunek małego ptaka z rodziny chronkowatych (Thamnophilidae). Występuje w Boliwii i Peru, nie jest zagrożony wyginięciem.

## Występowanie
Gatunek ten występuje w Andach w centralnej i zachodniej Boliwii (w departamentach La Paz, Beni, Cochabamba i zachodnim Santa Cruz). Od pierwszej dekady XXI wieku jest również obserwowany w południowym Peru (w regionach Puno i Cuzco). Preferuje górskie lasy na poziomie 600–1500 m n.p.m.

## Systematyka
Nie wyróżnia się podgatunków.

## Charakterystyka

### Morfologia
Osiąga 8,5–9,5 cm długości oraz masę 8–10 g. Występuje dymorfizm płciowy. Samce są szare, a samice brązowe. Ogon u obu płci jest krótki, u samców brązowawoszary, u samic ciemnobrązowy.

### Dieta
Żywi się głównie owadami oraz pająkami. Szuka pożywienia na wysokości 1–15 metrów.

## Status
Międzynarodowa Unia Ochrony Przyrody (IUCN) uznaje mrówiaczka boliwijskiego za gatunek najmniejszej troski (LC – Least Concern). W 2008 roku szacowano liczebność światowej populacji na 70–80 tysięcy osobników. Trend liczebności populacji oceniany jest jako spadkowy.